# Lotononis angolensis
Lotononis angolensis är en ärtväxtart som beskrevs av John Gilbert Baker. Lotononis angolensis ingår i släktet Lotononis och familjen ärtväxter. Inga underarter finns listade i Catalogue of Life.